# فريدريك ستيل
فريدريك ستيل (14 مايو 1847 - 22 يناير 1915) (بالإنجليزية: Frederick Steele)‏ هو لاعب كريكت بريطاني.

## وصلات خارجية
- فريدريك ستيل على موقع إي آس بي آن كريك إنفو (الإنجليزية)